# Hyposada
Hyposada is een geslacht van vlinders van de familie spinneruilen (Erebidae), uit de onderfamilie Boletobiinae.

## Soorten
- H. assimilis Warren, 1914
- H. astona Swinhoe, 1901
- H. carneotincta Hampson, 1918
- H. devia Hampson, 1918
- H. effectaria Joannis, 1928
- H. erubescens Warren, 1913
- H. fasciosa Moore, 1888
- H. hydrocampata (Guenée, 1858)
- H. ineffectaria Walker, 1861
- H. juncturalis (Walker, 1866)
- H. kadooriensis Galsworthy, 1998
- H. leucoma Joannis, 1928
- H. melanosticta Hampson, 1910
- H. niveipuncta Warren, 1913
- H. pallidicosta Warren, 1913
- H. postvittata Moore, 1887
- H. ruptifascia Moore, 1888
- H. tritonia Hampson, 1897
- H. zavattarii Berio, 1944